# Paige Bueckers
Paige Bueckers (* 20. Oktober 2001 in Edina, Minnesota) ist eine US-amerikanische Basketballspielerin aus der nordamerikanischen Profiliga Women’s National Basketball Association (WNBA). Bueckers wurde von den Dallas Wings im WNBA Draft 2025 an erster Stelle gewählt, nachdem sie eine erfolgreiche NCAA College-Basketballkarriere als Point Guard für die UConn Huskies absolviert hatte.

## Karriere
Vor ihrer professionellen Karriere in der WNBA spielte Bueckers von 2020 bis 2025 College-Basketball für die University of Connecticut in der Liga der National Collegiate Athletic Association (NCAA). Im Jahr 2025 gewann sie mit ihrem Team die NCAA Division I Basketball Championship.
Beim WNBA Draft 2025 wurde sie an 1. Stelle von den Dallas Wings ausgewählt, für die sie seither in der nordamerikanischen Basketballprofiliga der Damen spielt.